# Павилион
Павилионът е вид относително малка сграда или елемент от сграда. Често бива разположен в градина, парк или друго открито пространство и може да представлява свободно стояща лека конструкция (беседка), по-малка нова пристройка до/към по-голяма основна сграда-майка (например при училище за помещаване на класна стая или към болница) или изпъкнала приземна част на сграда, открояваща от останалата й част и със собствен покрив (обикновено проектиран като купол), както и отделна закрита площ в търговски панаир или в изложба, независимо от своята конструкция.
Терминът „павилион“ в други езици е заимстван от френски и произхожда от латинската дума papilio, поначало значеща „пеперуда“, о още от времето на късния латински език се използва в смисъл на палатка и използван до 18-ти век за голяма, квадратна (военна) палатка. Твърди се, че промяната на смисъла идва от факта, че сгънатите краища на изхода на палатката напомнят на облика на пеперуда.
Павилионът има дълга традиция в Азия, особено в китайската архитектура. Формата на павилиона може да се намери и в Япония, Индия и Тайланд, често в свещени сгради. В будистките храмове павилионът има много приложения. Особено в Тайланд той е много популярен под формата на сала в храмовете и извън тях.

Макар и познат и използван още в Древността, павилионът се появява все по-често в европейската архитектура през епохата на Барока в парковете и градините на благородничеството, като пристройка на дворец, като място за почивка, място с хубава гледка или просто като ваятелски елемент. По-късно той се разпространява в градините на богатата буржоазия и е използван там за същите цели. Сред обществените сгради, от този тип са музикалните павилиони в някои курортни комплекси. В модернистичната архитектура някои спортни арени имат характеристики присъщи на павилиона. Около 1900 година, павилионната система или павилионният стил представлява концепция за строителството на болници, която обещава полза чрез внедряването на болниците в подобни на парк съоръжения.
- Бароковият дворец Белведере във Виена с ъглови павилиони
- Вила „Хоутън Хол“ в Норфолк с два ъглови павилиона – седалище на Дейвид Чамли, 7-ми маркиз на Чамли
- Федералното канцлерство в Берлин

## Видове павилиони

### Павилион като част от по-голяма сграда
В България, в двореца „Евксиноград“ е бил построен (между кухнята и трапезарията) малък павилион за музикални изпълнения („Pavillon d’Muzique“), с кръгла форма и шатровидно покритие. Съвременната архитектура също използва този стилов елемент по най-различни начини, например в сградата на новото Федерално канцлерство в Берлин.

### Свободно стояща сграда
Свободно стоящ павилион (известен също като „беседка“) е конструкция, която има покрив, а страничната ѝ повърхност обикновено е отворена или може да се отвори. Хоризонталната проекция на сградата често се отличава със централна симетрия, а централният корпус има правилна форма, например - кръг, правилен многоъгълник, елипса, правоъгълник, чиито странични дължини се различават малко една от друга. Това устройство често се подчертава с четирискатни, конични, куполни или пирамидални покриви или със заобикалящи корнизи.

### Градински павилион
Модерният градински павилион също се доближава до определението за свободно стояща, лека конструкция в градинско съоръжение. По принцип има 2 типа градински павилиони: 
- павилиони от дърво или камък, здраво закрепени в земята като градинска колиба
- градински павилиони, изработени от метал, които могат лесно да бъдат сглобени и разглобени. Подвижните градински павилиони се състоят от метална рамка, която има покритие от текстил или здрава пластмаса. Страничните стени обикновено могат да се отварят и затварят по желание. Наричат се още павилиони за тържества и представляват вид градинска шатра.

Двата строителни метода се различават не само по гъвкавостта (от гледна точка на използваемостта), която предлагат – градинските павилиони, изработени от метал, могат да бъдат сглобени за тържества в съответствие с желанията на собственика на градината и след това да бъдат демонтирани отново, докато постоянно монтираните павилиони трябва да останат на избраното място. Съществуват и различия по отношение на строителните разпоредби: обикновено трябва да се излее основа, ако павилионът ще се монтира за постоянно, за което се изисква разрешение за шахта, в зависимост от общинските строителни разпоредби. За павилиони с каменни стени може дори да се изисква разрешение за строеж, тъй като те са класифицирани като (постоянни) сгради.
- „Решетъчен павилион“ в парка на дворец Сан Суси в гр. Потсдам
- Градински павилион на болницата „Юлиуспитал“ в гр. Вюрцбург, построен през 1705 г., използван като анатомично съоръжение за обучение от 1727 г. до 1853 г., днес - бална зала
- Бароков градински павилион към дворцовия комплекс Оберзибенбург, Австрия
- Павилион в Мюнхенската резиденция
- Модерен плажен павилион във Фленсбург, Германия.

### Ловен павилион
Ловният павилион е съоръжение за настаняване на няколко души, в което се съхранява и предоставя при нужда ловното оборудване за предстоящия лов. Повечето от ловните павилиони са строени в близост до действителния ловен терен от аристократи между 15-и и 18 век, когато те са ловували главно за развлечение, а по-рядко - за храна. В България, на терена на дворец „Кричим“ през 1905 г. е построен ловният павилион „Австрийската къща“.
Интериорът на ловните павилиони се състои предимно от дърво и естествени материали. Освен това стените често са украсявани с ловни (с ловен сюжет) картини и ловни трофеи (например еленови рога). Често конюшните и стопанските сгради навън са били използвани за настаняване на коне, файтони и ловната дружинка или свитата на ловеца.